# Stenopadus connellii
Stenopadus connellii là một loài thực vật có hoa trong họ Cúc. Loài này được (N.E.Br.) S.F.Blake miêu tả khoa học đầu tiên năm 1931.